# Francis Russell (4e comte de Bedford)
Pour les articles homonymes, voir Francis Russell.
Francis Russell (1593 – 9 mai 1641), 4e comte de Bedford, est un aristocrate et homme politique anglais. Il construit la place de Covent Garden, avec la place et l'église de Saint-Paul, employant Inigo Jones comme architecte. Il est également connu pour son projet pionnier de drainer les Fens du Cambridgeshire.

## Famille
Il est le fils unique:258 de William Russell (1er baron Russell de Thornhaugh) et sa femme Élisabeth Long, à qui il succède comme baron en août 1613. Pour un court laps de temps auparavant, il est député de l'arrondissement de Lyme Regis. En 1623, il est fait Lord Lieutenant du Devon et le 3 mai 1627:258 devient comte de Bedford, à la mort de son cousin Edward Russell (3e comte de Bedford).
En 1621, il est l'un des trente-trois pairs qui protestent auprès de Jacques Ier contre le préjudice causé aux pairs anglais par la reconnaissance des titres Irlandais et Écossais. En 1628, au cours des débats sur la Pétition des droits, il appuie la demande de la Chambre des Communes, et est un membre du comité qui fait rapport au roi sur le droit de faire emprisonner. En mai, il est envoyé dans le Devon, soi-disant pour aider à remonter la flotte qui rentre de La Rochelle, en fait, pour l'éloigner en raison de son opposition à la Chambre des Lords. Bedford est l'un des trois pairs impliqués dans la publication de Sir Robert Dudley la Proposition du service de Sa Majesté (les autres étant William Seymour, comte de Hertford et Jean-Holles, 1er comte de Clare). Il est arrêté le 5 novembre 1629, et est amené devant la Chambre étoilée. L'accusation, cependant, est abandonnée lorsque la véritable nature du papier est découverte, et Bedford est rapidement remis en liberté.

## Homme politique de la crise parlementaire
Lors du Court Parlement d'avril 1640 il est l'un des principaux opposants de Charles Ier. Il est proche de John Pym et Oliver St John, et est mentionné par Clarendon comme faisant partie des “grands contrivers et designers” de la Chambre des lords:259. En juillet 1640, il est parmi les pairs qui écrivent aux dirigeants écossais, refusant d'inviter une armée Écossaise en Angleterre, mais en promettant de défendre les Écossais. Sa signature est ensuite imitée par Thomas, le vicomte de Savile, afin d'encourager les Écossais à envahir l'Angleterre. Au mois de septembre suivant, il est parmi les pairs, qui exhortent Charles à faire appel au parlement, à faire la paix avec les Écossais, et à rejeter ses ministres:259. Il est l'un des commissaires anglais nommés pour conclure le Traité de Ripon.
Lorsque le Long Parlement est réuni en novembre 1640, Bedford est généralement considéré comme le chef de file des parlementaires. En février 1641, il est nommé conseiller privé, et au cours de certaines négociations est envisagé pour le poste de Lord grand trésorier. Il est un modéré, et semble impatient de régler la question des revenus du roi de manière satisfaisante. Il ne souhaite pas modifier le gouvernement de l'église, est en bons termes avec l'Archevêque Laud, et, bien que convaincu de la culpabilité de Strafford, est soucieux de sauver sa vie. Au milieu de la bataille parlementaire Bedford est mort de la variole, le 9 mai 1641:259.

## Propriétaire foncier
En 1631, avec l'architecte Inigo Jones, il construit la place de Covent Garden, avec la place et l'église de Saint-Paul. Il est menacé de procès pour infraction à la proclamation contre les nouveaux bâtiments, mais la question semble avoir été résolue par un compromis.
Bedford est à la tête des entrepreneurs pour drainer les Marais de Cambridgeshire, qui sont rebaptisés "Bedford Level" en son honneur. Lui et les autres entreprises ont reçu quatre-vingt-cinq mille hectares de terres, dont douze mille étaient mis à part pour le roi, et les bénéfices de quarante mille pour servir de sécurité pour poursuivre les travaux de drainage. Il a dépensé une grosse somme d'argent au cours de ce travail, et a reçu 43 000 acres (174 km2) de terres; mais le projet l'a mis dans de grandes difficultés. En 1637, il avait dépensé plus de 100 000 £ dans l'entreprise. Le travail n'a pas été déclaré terminé jusqu'au mois de mars 1653, douze ans après la mort de Bedford.
Le 4e comte est enterré dans la chapelle 'Bedford de l'Église Saint-michel, Chenies.

## Descendance
Bedford épouse Catherine Brydges (d. 1657), fille de Giles Brydges (3e baron Chandos). Ils avaient huit enfants:263 :
- William Russell (1er duc de Bedford) (août 1616 – 7 septembre 1700) ;
- Francis Russell (d. circa avril 1641 et suivants:265) ;
- John Russell ;
- Edward Russell (d. 21 septembre 1665). Le père d'Edward Russell (1er comte d'Orford) ;
- Catherine Russell (d. 1 décembre 1676). épouse Robert Greville (2e baron Brooke) ;
- Margaret Russell (d. 1676). Mariée en premières noces à James Hay (2e comte de Carlisle) et ensuite à Edward Montagu (2e comte de Manchester) ;
- Anne Russell (d. 26 janvier 1697). Mariée à George Digby, 2e comte de Bristol ;
- Diana Russell (d. 30 janvier 1695). Mariée à Francis Newport (1er comte de Bradford).